# Тальцево
Тальцево — деревня в Окуловском муниципальном районе Новгородской области, относится к Боровёнковскому сельскому поселению.
Деревня расположена на Валдайской возвышенности, в 20 км к северу от Окуловки (48 км по автомобильной дороге), до административного центра сельского поселения — посёлка Боровёнка 15 км (19 км по автомобильной дороге).
| 2010 |
| ---- |
| 12   |

Через деревню протекает небольшая река Тальцы. В 2 км к северу от Тальцева находится деревня Ярусово, а в 2 км к югу деревня Козловка.

## История
В Новгородской губернии деревня была приписана к Каёвской волости Крестецкого уезда, а с 30 марта 1918 года Маловишерского уезда. До 2005 года деревня входила в число населённых пунктов подчинённых администрации Каёвского сельсовета.

## Транспорт
Ближайшая железнодорожная станция расположена в Боровёнке. Через деревню проходит автомобильная дорога Боровёнка — Висленев Остров — Любытино.

## Известные уроженцы
Васильев, Пётр Михайлович -  полный кавалер ордена Славы